# Ola Apenes
Ola Rasmus Apenes (23 de agosto de 1898 - 6 de abril de 1943) fue un ingeniero, arqueólogo y soldado noruego.

## Trayectoria
Nació en Fredriksstad como hijo del agente marítimo Georg Apenes (1869–1902) y su esposa Kitty, de soltera Mørch (1872–1958). Su hermano Christian fue juez y político, por lo que Ola fue el tío político de Georg Apenes .

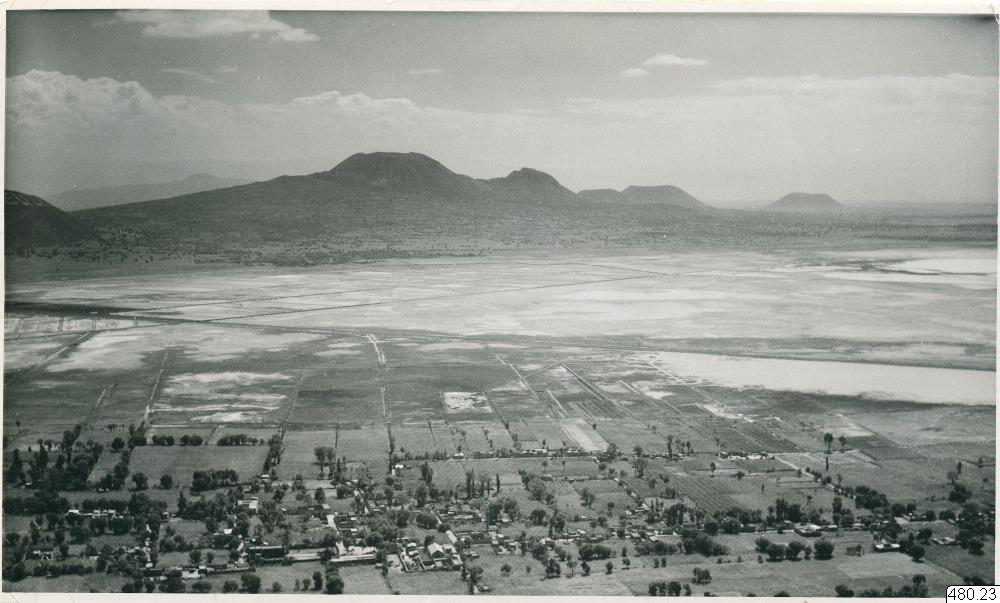
campo volcánico (valle de México), fotografía aérea tomada por el ingeniero Ola Apenas en los años 40. Se observan edificios volcánicos monogeneticos y el lago desecado.

Terminó su educación secundaria en 1916 y estudió ingeniería en la empresa sueca ASEA, así como en el ETH Zúrich (Swiss Federal Institute of Technology in Zürich) en el año 1923. En 1927 viajó a Estados Unidos para trabajar en la electrificación ferroviaria y en 1929 se trasladó a México para trabajar allí como ingeniero telefónico para la empresa sueca Ericsson . Una vez en México, se interesó inmensamente en la cultura prehispánica así como en  los artefactos y zonas arqueológicas del país. Obtuvo un título universitario en arqueología mesoamericana en 1933. Entre otros, estudió el campo Chimalhuacán, y encontró que había sido un sitio de vivienda en conjunto con el lago Texcoco . También estudió prácticas culturales como la Danza de los Voladores, y se dio a conocer por la fotografía y el cine. Fue publicado en varios periódicos y en 1937 fue cofundador de la Sociedad Mexicana de Antropología ( Sociedad Mexicana de Antropología ). También fue corresponsal de un periódico.

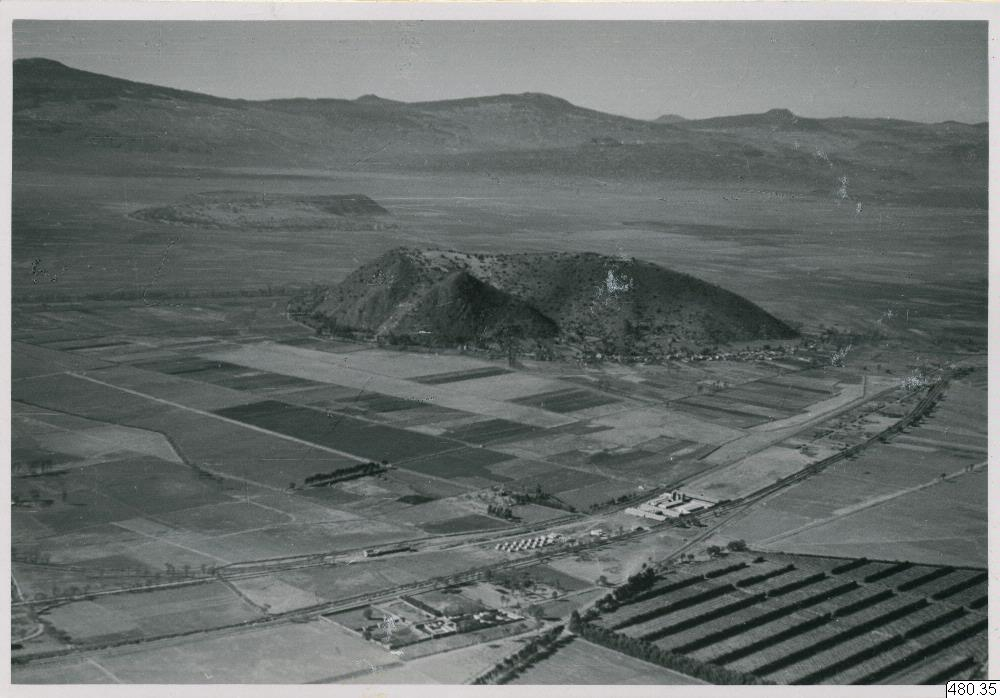
Cerro El Chimalhuache (Chimalhuacán), fotografía aérea tomada por el ingeniero Ola Apenas en los años 40. Se observa la antigua carretera a Puebla y la hoy calzada Ermita - Iztapalapa.

Mientras estuvo en México, inició una relación con la antropóloga Frances Gillmor (1903–1993). Aceptó un breve trabajo en la Universidad de Nuevo México en 1939; el mismo año estalló la Segunda Guerra Mundial. Junto con otro expatriado noruego, Gustav Strømsvik, Apenes se esforzó por ofrecerse como voluntario para Cuerpo Expedicionario Noruego   del Real Ejército Noruego que se preparaba en el exilio, en la Pequeña Noruega, Canadá. Aceptado en 1942, comenzó el entrenamiento militar, sin embargo murió de apendicitis en abril de 1943. Su libro Mapas Antiguos del Valle de México fue publicado póstumamente por la Universidad Nacional de México en 1947.